# Herb gminy Rossosz
Herb gminy Rossosz – symbol gminy Rossosz.

## Wygląd i symbolika
Herb przedstawia na tarczy w polu czerwonym siedzącego na czarnym konarze srebrnego orła z głową zwróconą w prawo. Jest to nawiązanie do rodu Połubińskich, który stał za otrzymaniem praw miejskich przez Rossosz.